# Comuna Hotîmîr, Tlumaci
Hotîmîr (în ucraineană Хотимир) este o comună în raionul Tlumaci, regiunea Ivano-Frankivsk, Ucraina, formată din satele Hotîmîr (reședința) și Jabokrukî.

## Demografie
Componența lingvistică a comunei Hotîmîr
     Ucraineană (99,49%)
     Alte limbi (0,36%)
Conform recensământului din 2001, majoritatea populației comunei Hotîmîr era vorbitoare de ucraineană (99,49%), existând în minoritate și vorbitori de alte limbi.